# Att överbrygga tystnaden
Att överbrygga tystnaden (engelska: Bridge to Silence) är en amerikansk TV-film som sändes 1989. I filmen medverkar bland annat Marlee Matlin, Phyllis Frelich, Lee Remick, Josef Sommer och Michael O'Keefe. Detta var den sista filmen som Remick medverkade i. 

## Handling
Peg, en döv mamma till sin hörande dotter Lisa, förlorar sin make John i en trafikolycka, och får ett psykiskt sammanbrott. Dan, som var Johns bästa vän och en hörande teaterregissör, försöker uppmuntra Peg med att fortsätta som skådespelerska på en teaterskola för döva, och tillsammans försöker det bearbeta med sorgen över att ha förlorat John. Samtidigt försöker Pegs mamma, Marge, att ta hand om Lisa åt henne, men Peg är emot detta eftersom hon aldrig accepterade Peg för den hon är. 